# Ценна книга
Ценната книга (англ. security, мн.ч. securities) е писмен документ, при предявяването на който се материализират права — вещни, облигационни и други.
Ценните книги се разделят на няколко групи в зависимост от използвания класификационен критерий — в зависимост от начина на определяне на носителя, от начина на обективиране, според момента на възникване на правата по книгите и др. Алтернативно определение: Книжа, които дават на своите собственици правото да получават паричен доход. Те се делят на книжа с определена лихва и книжа с променлив доход. Към първите се отнасят например облигациите, към вторите – акциите.

## Класификация
Според начина на определяне на титуляра на правата по ценната книга:
- ценни книги на приносител — при ценна книга на приносител няма посочване на името на титуляра на правата по нея. За собственик се счита лицето което я владее като е без значение на какво основание я владее. Ценните книги на приносител се прехвърлят чрез простото им предаване. За кратко време те са в състояние да сменят много собственици, което същевременно е и основният им недостатък, защото ако някой придобие ценна книга на приносител от несобственик и ако е добросъвестен (т.е. не е знаел че придобива от несобственик) той става собственик на ценната книга на приносител. Нейният собственик не може да иска връщането ѝ, стига да не е отнета от владението му чрез кражба. Тогава може да иска връщането от добросъвестния приобретател в двегодишен срок, считан от отнемането. Ценни книги на приносител са чекът на приносител, акцията на приносител, облигацията на приносител и др.
- поименни ценни книги — при тях името на собственика е посочено на ценната книга. За разлика от ценната книга на приносител тя дава много повече сигурност на своя титуляр. Прехвърля се чрез цесия, която е самостоятелна правна сделка. Поименни ценни книги са менителницата и записът на заповед с клаузи „не на заповед“, поименният чек и др.

1. Менителницата е по-усложнена форма на ценните книги, тъй като там минимално участващите лица са три – един издател, който с едностранното си волеизявление заповядва на друго лице (платец), да се задължи да плати на падежа определена парична сума на едно трето лице (поемател). Не би могло с едностранното волеизявление да се задължи друго лице. Тук, въпреки че менителницата представлява едно нареждане от издателя до платеца, за да може да бъде изпълнена, е необходимо да е имало някакво предшестващо правоотношение между двамата (напр. издателят е продал на платеца нещо, но е останало последният да плати цената).
2. Чекът също представлява правна сделка, т.е. едностранно волеизявление, извършено в писмена форма (с установени реквизити), като наименования чек го има и тогава, когато издателят нарежда на друго лице (банка) да плати при предявяване от трето лице определена парична сума до определен срок. При чека издателят нарежда на банката да плати на поемателя определена парична сума, докато при менителницата издателят нарежда на платеца да се задължи към поемателя, от което следва, че между тях възниква едно правоотношение. При чека правоотношение няма, защото банката не поема самостоятелно задължение към издателя.

- ценни книги на заповед — при тях името на собственика е изписано върху лицевата страна на документа. Ценните книги на заповед се различават от поименните ценни книги по начина на прехвърляне на правата по тях. Поименните се прехвърлят чрез цесия, а на заповед — чрез джиро. Любопитното е че въпреки че се наричат поименни акции (или облигации) те всъщност на се поименни защото се прехвърлят не с цесия, а с джиро. Това се отнася само за наличните акции или облигации. Безналичните се прехвърлят с цесия. Ценни книги на заповед са чекът и менителницата без клаузи „не на заповед“, поименните акции и облигации и др.

Според момента на възникване на правата по ценната книга:
- легитимационно-разпоредителни ценни книги (наричани още декларативни) – правата по тях възникват преди техния носител, т.е. те съществуват извън и независимо от хартиения носител, но тяхното материализиране е необходимо условие за упражняване на правата. Такива са облигацията и коносаментът. При унищожаване на носителя им правата не се губят и титулярът им може да иска издаване на дубликати по реда на ГПК.
- конститутивни ценни книги — при тях правата по ценната книга възникват едновременно с носителя им, т.е. с издаването на ценната книга се поражда и правото на вземане, а не в предходен момент, както е при декларативните ценните книги. Евентуалното унищожаване на документа означава и загуба на правата по тях.

Според носителя:
- налични ценни книги
- безналични ценни книги

## За разликата между ценни книги и ценни книжа
Въпросът е добре разработен от доц. д-р Ланджев (УНСС) в бр. 2. от 2014 г. на сп. „Търговско и облигационно право“. Според него разликата може да бъде извлечена от ЗППЦК, ЗПФИ и др., и тя се състои в това, че ценните книжа са едновременно ценни книги и финансови инструменти по смисъла на ЗПФИ. Истинска инвестиционна дейност може да бъде извършена само по отношение на финансовите инструменти (ФИ), заради което и те са безналични и в емисии с голям обем. Същевременно, ценните книжа се различават от типичните ФИ, защото носят в себе си права в качеството им на вид ценни книги. Сиреч, ценните книжа могат да бъдат обособени като по-особена група ценни книги.
Дълговите ценни книжа изразяват прехвърляеми вземания за предварително определен период срещу емитента на ценните книжа, възникнали вследствие на предоставени му в заем парични средства или други имуществени права.[източник? (Поискан днес)]

## Правна рамка
Ценните книги биват определяни от правните теоретици като едни от най-важните институти на търговското право. В българското законодателство не съществува обща правна уредба на ценните книги, а в отделни закони е регламентиран правният режим на някои от типичните видове. В ЗППЦК са уредени правно ценните книжа, в ЗПФИ е регламентирана търговията с тях на първичния и вторичния капиталов пазар, в ЗДД и ЗОД е уредбата на държавните и общинските ценни книжа, в ЗИО - на ипотечните облигации, в ЗСКИ - на различните видове компенсаторни инструменти, в КТК - на коносамента, а в ТЗ – на акциите, облигациите, временните удостоверения, товарителният запис, складовият запис, менителницата, записът на заповед и чекът.

## Ценни книжа на министерството на финансите на САЩ (U.S. Treasury Securities)
Съкровищните бонове (на английски: Treasury bill, T-bill) са ДЦК на американското правителство, които са със срок 1, 3, 6, 9 месеца или 1 година (12 месеца). Те се продават с отбив от лицевата стойност (face value, номинал). Например, издаден е съкровищен бон с номинал 100 щатски долара с падеж след 6 месеца. Продава с отбив от лицевата стойност 5 щатски долара, значи при цена 95 щатски долара. Собственикът на падежа ще получи 100 щатски долара и следователно ще спечели 5 щатски долара.
Доходността до падежа на такива ценни книжа е {\displaystyle YTM={\frac {\$100-\$95}{\$95}}*{\frac {12}{6}}={\frac {\$100-\$95}{\$95}}*{\frac {360}{180}}=0,1052=10,52\%}.